# Beurré
Pour les articles homonymes, voir Beurre (homonymie).
Les Beurré sont un groupe de variétés de poires à chair fondante, comprenant entre autres les variétés suivantes.

## Poires d'été
- Beurré Giffard[1].

## Poires d'automne

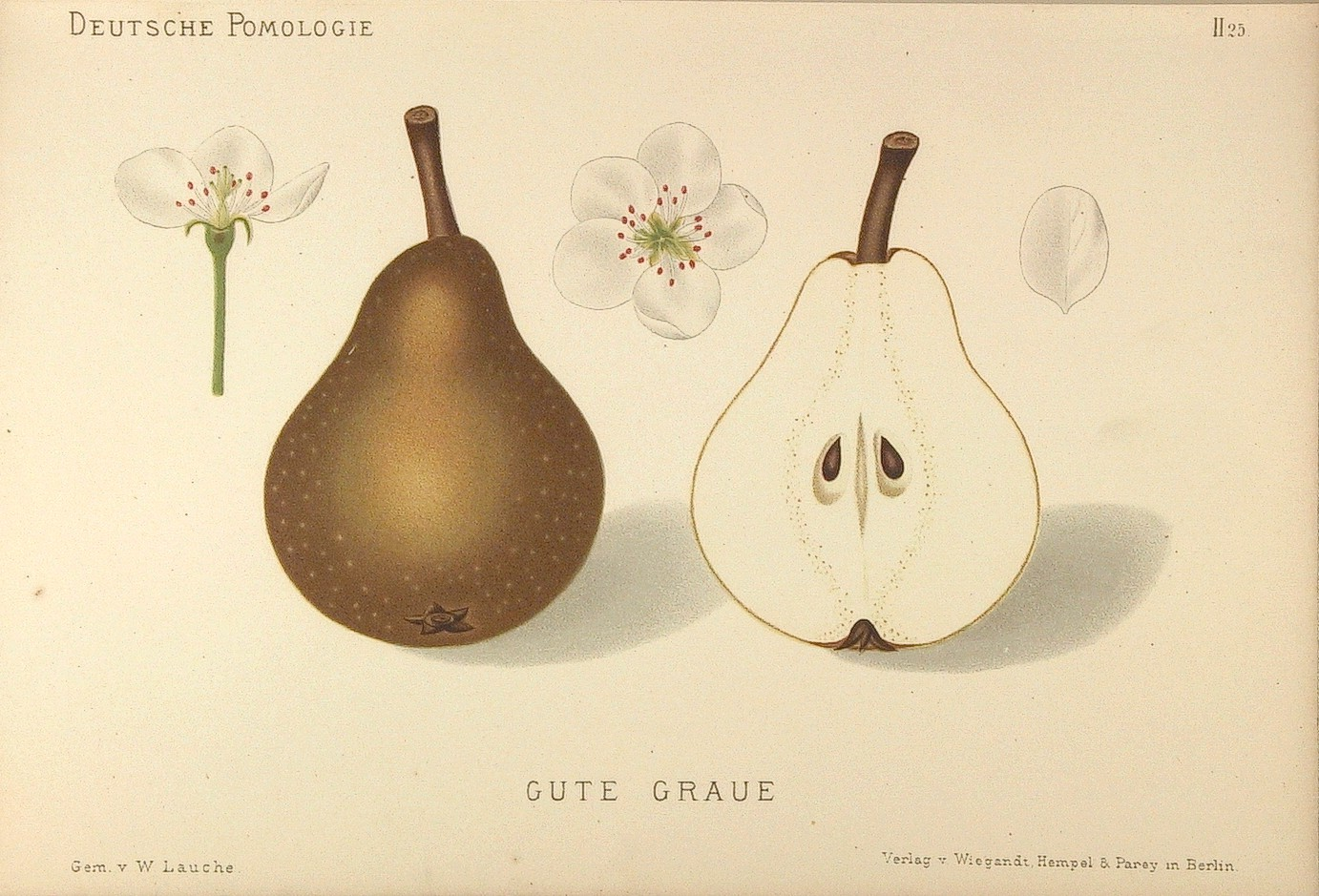
Beurré gris.

- Beurré Bosc
- Beurré Diel
- Beurré gris
- Beurré Hardy
- Beurré Superfin
- Gris de Chin
- Beurré de Ramegnies

## Poires d'hiver
- Beurré d'Hardenpont
- Beurré d'Anjou
- Doyen Ramegnies
- Colmar de Chin